# Удєльна Чащиха
Удєльна Чащиха (рос. Удельная Чащиха) — присілок в Краснобаковському районі Нижньогородської області Російської Федерації.
Населення становить 55 осіб. Входить до складу муніципального утворення Зубилихинська сільрада.

## Історія
Від 2009 року входить до складу муніципального утворення Зубилихинська сільрада.

## Населення
| 2002 | 2010 |
| ---- | ---- |
| 47   | ↗55  |